# Srebrny szyling
Srebrny szyling (duń. Sølvskillingen) – baśń literacka autorstwa Hansa Christiana Andersena, wydana po raz pierwszy w Kopenhadze w grudniu 1861 roku.

## Publikacja
Andersenowska baśń literacka o losach Srebrnego szylinga została po raz pierwszy opublikowana w grudniu 1861 roku w Kopenhadze przez wydawnictwo C.A. Reitzel w Kalendarzu ludowym dla Danii na 1862 (duń. Folkekalender for Danmark. 1862) z dwiema ilustracjami autorstwa duńskiego malarza i rysownika Otta Bachego. W katalogu dzieł Hansa Christiana Andersena autorstwa B.F. Nielsena baśń ma numer 835. Utwór został dwukrotnie wznowiony za życia pisarza w antologiach w listopadzie 1865 roku oraz w grudniu 1871 roku.
Andersen uczynił bohaterem baśni szyling duński. Duńczycy używali szylingów jako jednostki obrachunkowej od średniowiecza do 1873 roku. Pisarz zapewne miał na myśli obiegową monetę, tzn. duński skilling srebrny (duń. sølvskilling) z okresu panowania króla Fryderyka VI (1808–1839) lub Chrystiana VIII (1839–1848), ewentualnie jeszcze Fryderyka VII (1848–1863). Sytuacja znalezienia takiego szylinga w kieszeni własnych spodni poza granicami kraju pewne niejednokrotnie mu się zdarzyła podczas podróży po Europie, które odbywał.

## Polskie przekłady
Jak w przypadku innych baśni Andersena historia tłumaczeń Srebrnego szylinga na język polski sięga początku XX wieku:
- 1905 – Srebrniaczek: Wanda Młodnicka (tłum.): Wybór bajek Andersena. Lwów. Brak numerów stron w książce
- 1931 – Srebrny szyling: Stefania Beylin (tłum.): Baśnie. Warszawa. Brak numerów stron w książce
- 1938 – Srebrny grosz: Marceli Tarnowski (tłum.): Bajki. Warszawa. Brak numerów stron w książce
- 2006 – Srebrny szyling: Bogusława Sochańska (tłum.): Baśnie i opowieści. Tom III 1862–1873. Poznań. s. 74–77. ISBN 978-83-7278-194-9. (z oryginału duńskiego)

## Fabuła
Streszczenia dokonano na podstawie wersji duńskiej.
Srebrny szyling opuszcza mennicę, błyszczący i radosny, gotowy na podróż po szerokim świecie. Najpierw trafia w ciepłe dłonie dziecka, potem w zimne i wilgotne ręce skąpca. Starsi obracają go w dłoni wiele razy, podczas gdy młodzi szybko przekazują go dalej.
Moneta ma niewielką domieszkę miedzi. Przez rok krąży po swoim kraju. W końcu opuszcza go w portmonetce podróżnika, który nie zauważa jej obecności. Gdy mężczyzna ją znajduje, cieszy się, że ma jeszcze monetę z domu.
Szyling spotyka inne monety, które przychodzą i odchodzą, ale on wciąż zostaje.
Mija kilka tygodni, szyling jest już daleko w świecie, nie wiedząc jednak, gdzie dokładnie. Z ciekawości wychyla się z portmonetki, wypada do kieszeni, a potem spada na podłogę, czego nikt  nie zauważa. Rano właściciel ubiera się i wyjeżdża, a szyling zostaje, by ponownie rozpocząć swoją służbę jako moneta w obiegu. Cieszy się, że może zobaczyć świat i poznać nowych ludzi oraz obyczaje.
Nagle ktoś stwierdza, że jest fałszywą monetą, która nie nadaje się do użytku. Szyling nie może uwierzyć, że to o nim mówią, bo wie, że jest wykonany z dobrego srebra i ma prawidłowy znak. Mężczyzna, który go posiada, wydaje go w ciemności, a potem inni odrzucają go jako bezwartościowego. Szyling drży za każdym razem, gdy ktoś próbuje go potajemnie wydać. Czuje się nieszczęśliwy i niezrozumiany, bo świat ocenia go powierzchownie, nie znając jego prawdziwej wartości.
W końcu trafia do ubogiej kobiety, która dostaje go jako zapłatę za ciężką pracę. Kobieta, nie mogąc się go pozbyć, postanawia oszukać bogatego piekarza, choć wie, że to nieuczciwe. Piekarz rozpoznaje fałszywą monetę i rzuca ją kobiecie w twarz, co sprawia, że szyling czuje się jeszcze gorzej. Biedaczka lituje się nad nim, przebija w nim dziurkę, przewleka nitkę i daje go dziecku sąsiadki jako talizman szczęścia. Dziecko nosi monetę na szyi jak medalion, całuje ją i śpi z nią na piersi, co daje szylingowi poczucie ciepła i miłości.
Rano matka bierze monetę, patrzy na nią zamyślona, przecina tasiemkę i mówi: „Zobaczymy, czy przyniesie szczęście!”. Kobieta zakleja dziurkę, pociera monetę, farbuje ją na zielono i zanosi do kolektora, by kupić los na loterię. Szyling czuje się źle i boi się, że zostanie uznany za fałszywy i wyrzucony na oczach innych szlachetnych monet.
W tłoku kolektor nie zauważa fałszerstwa i wrzuca monetę do szuflady. Los zostaje kupiony, ale wynik pozostaje nieznany. Następnego dnia moneta zostaje rozpoznana jako fałszywa i jako taka wraca do obiegu. Bardzo ją to boli. Przez długi czas moneta z rąk do rąk, nikt jej nie ufa, a ona sama przestaje wierzyć w siebie i świat.
Pewnego dnia podróżny nieświadomie bierze ją jako prawdziwą monetę i przy wydawaniu jej zostaje oskarżony, lecz rozpoznaje w niej monetę ze swojego kraju. Postanawia zabrać ją ze sobą do domu. Szyling znowu zostaje doceniony i uznany za wartościowego. Jest szczęśliwy.

## Galeria

Ilustracje baśni Srebrny szyling
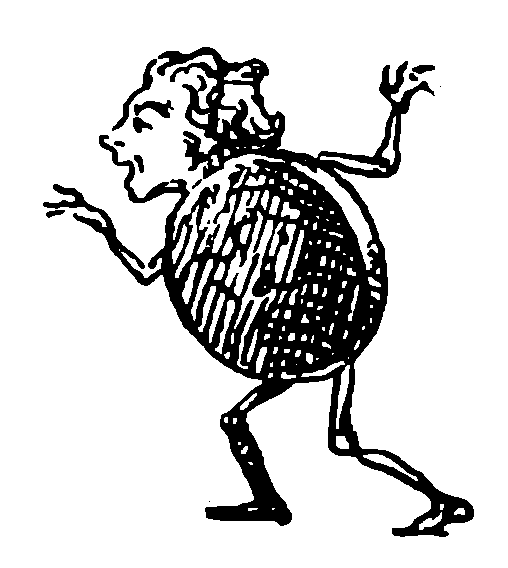
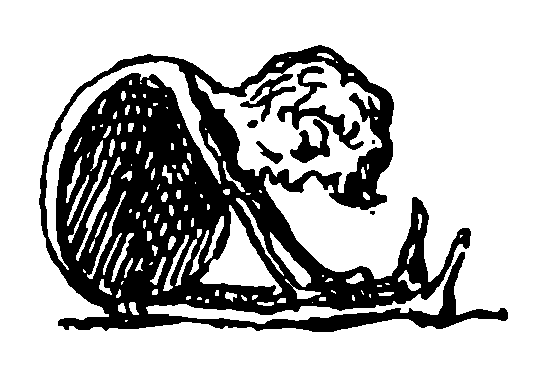
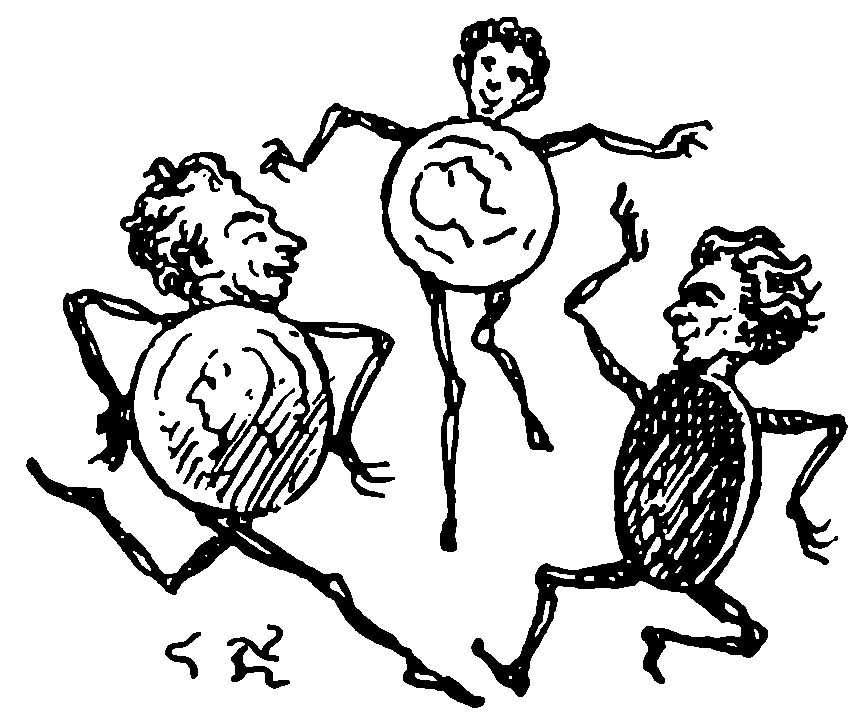
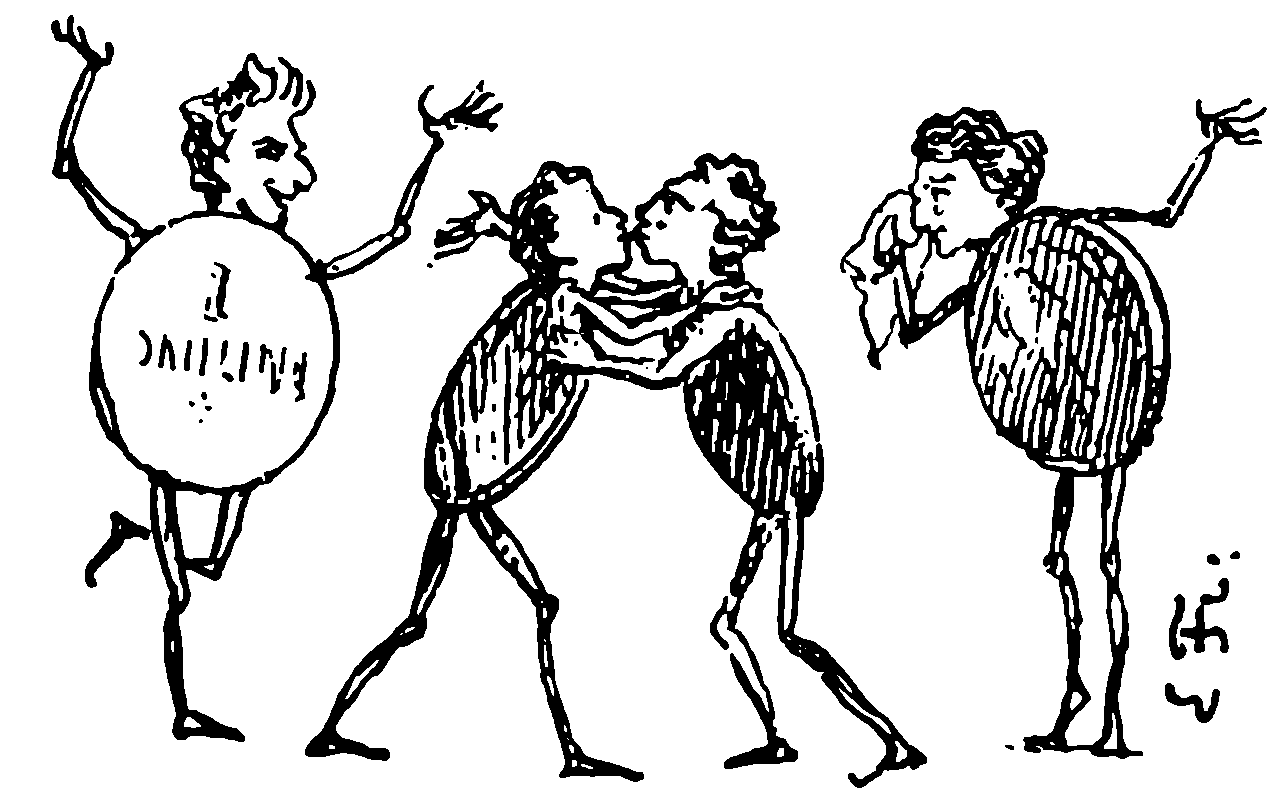
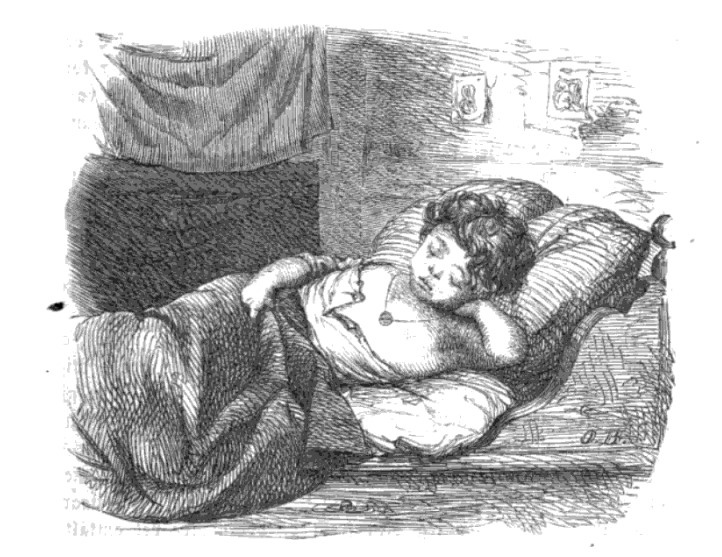